# Paul Klatt
Paul Klatt (ur. 6 grudnia 1896 w Kroppen, zm. 6 czerwca 1973 w Olching) – niemiecki generał dywizji (Generalleutnant) w II wojnie światowej i dowódca 3. Dywizji Górskiej

## Życiorys
Z wybuchem I wojny światowej wstąpił jako podchorąży do 2. Górnośląskiego Pułku Artylerii Polowej-Regiment Nr. 57. (niem. - 2. Oberschlesisches Feldartillerie-Regiment Nr. 57). Po ukończeniu kursu oficerskiego w Szkole Wojennej w Döberitz, Klatt został przydzielony w lutym 1915 do 4. Dolnośląskiego Pułku Piechoty-Regiment Nr. 51. W połowie marca przybył na front zachodni. Tam 18 kwietnia został chorążym, 18 maja został ciężko ranny. Podczas pobytu w szpitalu 1 września 1915 otrzymał awans na podporucznika, a po wyzdrowieniu 5 października został przydzielony początkowo do 1. batalionu zastępczego swojego pułku. Od grudnia powrócił na front i od końca grudnia 1915 do połowy stycznia 1916 ukończył kurs dowódców kompanii. 10 sierpnia 1916 został mianowany adiutantem batalionu i na tym stanowisku został wzięty do niewoli przez Brytyjczyków 9 kwietnia 1917, z której został zwolniony 26 października 1919. Podczas wojny otrzymał w obu klasach Żelazny Krzyż i Czarną Odznakę za Rany.
Po powrocie do Niemiec Klatt został przyjęty do Reichswehry i do października 1921 służył w 3. (pruskim) pułku piechoty w Marienwerder. 1 października 1921 przeniesiony do 2. (pruskiego) pułku piechoty w Rastenburgu. Od stycznia 1922 do końca września 1924 wykonywał funkcję oficera szkolenia sportowego, a następnie do 31 marca 1926 był przydzielony do Dowództwa Okręgu Wojskowego I w Królewcu. 1 kwietnia 1925 został awansowany do stopnia porucznika.
Od 1 kwietnia 1926 do końca września 1927 służył w 1. (pruskim) batalionie pionierów, a następnie w sztabie Insterburgu. Stamtąd został przeniesiony z powrotem w marcu 1929 do batalionu pionierów i 1 października 1930 roku został mianowany szefem drugiej kompanii. Jako kapitan (od 1 lutego 1931) został na krótko odkomenderowany do Komendy Garnizonu w Opolu w marcu 1933 jako saper. Od kwietnia 1933 do końca września 1934 służył w 13. (pruskim) pułku kawalerii w Hanowerze. Następnie został przeniesiony do Ministerstwa Reichswehry jako inspektor pionierów i twierdz, a po zmianie nazwy na Ministerstwo Wojny Rzeszy od 1 stycznia 1936 został awansowany do stopnia majora. 10 listopada 1938 został dowódcą  Batalionu 83 z 3. Dywizji Górskiej, który stacjonował w Grazu. 1 lutego 1939 awansował na stopień podpułkownika.
Wraz ze swoim batalionem brał udział w ataku na Polskę we wrześniu 1939 i w 1940 w napaści na Norwegię w czasie operacji Weserübung. Po ataku na Związek Radziecki w czerwcu 1941 roku batalion został skierowany na front wschodni. W sierpniu Klattowi powierzono prowadzenie 138 Pułku Piechoty Górskiej, a 1 października, awansując na pułkownika, został jego dowódcą. W połowie grudnia Klatt został poważnie ranny przez minę lądową i po wyzdrowieniu został przeniesiony do rezerwy dowództwa (rezerwy Führera). 14 kwietnia 1942 otrzymał Złoty Krzyż Niemiecki, Krzyż Rycerski 4 stycznia 1943.  20 lutego 1944 został awansowany do stopnia generała majora (generał brygady) i 3 lipca 1944 został dowódcą 3 Dywizji Górskiej, walczącej na froncie wschodnim. W dniu 26 grudnia 1944 został odznaczony Krzyżem Rycerskim z Liśćmi Dębu (686. nadanie) za swoje osiągnięcia. 15 stycznia 1945 został awansowany do stopnia generała porucznika (generał dywizji).
Po bezwarunkowej kapitulacji III Rzeszy Paul Klatt i resztki jego dywizji na terenie Protektoratu Czech i Moraw dostały się do niewoli radzieckiej, z której Klatt powrócił w październiku 1955.

## Odznaczenia
- Krzyż Honorowy dla Walczących na Froncie (1934)[4]
- Odznaka za Służbę w Heer (2 października 1936)[4]
  - IV Klasy
  - III Klasy
  - II Klasy
  - I Klasy
- Okucie Ponownego Nadania Krzyża Żelaznego II Klasy (30 marca 1940)[4]
- Okucie Ponownego Nadania Krzyża Żelaznego I Klasy (8 grudnia 1940)[4]
- Order Krzyża Wolności III Klasy – wojenny (12 grudnia 1941)[4]
- Złoty Krzyż Niemiecki (14 kwietnia 1942)[4]
- Krzyż Rycerski Krzyża Żelaznego (4 stycznia 1943)[4]
- Srebrna Odznaka za Rany (9 stycznia 1943)[4]
- Złota Odznaka za Rany (28 sierpnia 1944)[4]
- Odznaka Szturmowa Piechoty (29 września 1944)[4]
- Wspomnienie w Wehrmachtbericht (4 października 1944)[4]
- Wspomnienie w Wehrmachtbericht (5 listopada 1944)[4]
- Liście Dębu do Krzyża Rycerskiego (26 grudnia 1944)[4]

## Twórczość
- Paul Klatt - Die 3. Gebirgs-Division 1939–1945. Podzun Verlag, Bad Nauheim 1958.